# Portugal. The Man
Portugal. The Man er et amerikansk rockband fra Wasilla, Alaska.
Gruppens nuværende medlemmer er John Gourley, Zach Carothers, Kyle O'Quin, Jason Sechrist, Eric Howk og Zoe Manville.

## Historie

### Begyndelsen
Gourley og Carothers var mellem 2002-04 medlemmer af emobandet Anatomy of a Ghost. Portugal. The Man startede som Gourleys sideprojekt, som blev hans hovedprojekt efter Anatomy of a Ghost gik fra hinanden i 2004. Carothers blev medlem af Portugal. The Man i denne periode. Bandet flyttede i 2004 til Portland, Oregon.
Portugal. The Man udgav deres debutalbum Waiter: "You Vultures!" den 26. januar 2006.
Deres andet album, Church Mouth, blev udgivet i juli 2007.

### De selvstændige år
I 2008 forlod Portugal. The Man deres pladeselskab Fearless Records. Kort efter i september 2008 udgav de deres tredje album Censored Colors.
De fortsatte deres produktive udgivelse af musik, og udgav The Satanic Satanist i 2009 og American Ghetto i 2010.

### In the Mountain in the Cloud og Evil Friends
Efter et række år uden et pladeselskab, så blev Portugal. The Man i 2010 del af Atlantic Records.
I 2011 udgav de deres første album under Atlantic Records, In the Mountain in the Cloud. Deres syvende album, Evil Friends, fulgte i 2013.

### Woodstock
Efter Evil Friends begyndte Portugal. The Man at arbejde på deres næste album ved navnet Gloomin + Doomin. De valgte dog at droppe dette projekt, og begyndte i stedet på projektet Woodstock.
Woodstock blev udgivet i 2017, og var hurtigt en succes. Især sangen "Feel It Still" blev et hit.
Ved Grammy Awards i 2018 blev Portugal. The Man nomineret til, og vandt, for den bedste pop dup/gruppe optræden, med "Feel It Still".

## Navnet
Gruppens navn er baseret på et ønske om at skabe en figur, lidt på samme måde som David Bowie havde sin figur Ziggy Stardust, men at skabe denne figur for en gruppe fremfor en enkelt person. Tanken går derefter at et land er en gruppe mennesker, hvilke er grunden til bruge land, som blev til Portugal. Valget af Portugal var tilfældigt. Portugal er altså denne karakter, og The Man bruges til at understege at han er manden.